# Rada Akbar
Rada Akbar (en pachto : رادا اکب ر ; née en 1988) est une artiste conceptuelle et photographe d'origine afghane. L'objectif de son œuvre est de dénoncer l'oppression des femmes et de demander au monde de voir la force des femmes afghanes à travers ses œuvres et ses portraits photographiques,. Elle a été choisie comme l'une des 100 femmes les plus influentes de la BBC en 2021,.

## Biographie
Rada Akba est née en 1988 en Afghanistan, pendant la guerre soviéto-afghane qui a duré de 1978 à 1992. Elle a souvent passé son enfance dans un sous-sol pour éviter les bombes. La famille a vécu six ans au Pakistan.
En 2013, elle commence à travailler comme photographe indépendante et à monter des expositions d'art moderne à Kaboul. De 2018 à 2021, Akbar a organisé l'exposition « Superwomen » (ou « Abarzanan »), pour commémorer la journée internationale des femmes, le 8 mars,,. Le projet « Superwomen » a présenté des œuvres d'art, notamment des robes superbement confectionnées. — des robes qui représentent des poètes, des alpinistes, des présentateurs de télévision, des membres de la royauté, des hommes politiques et des musiciens qui ont acquis une notoriété au sein de la culture patriarcale afghane,.
En 2021, elle a reçu le Prix Prince Claus Seed. En septembre 2021, elle fait partie des personnes évacuées par le gouvernement français après le retour au pouvoir des talibans en Afghanistan et avant la fuite des militaires américains. Elle a été transférée en bus de l'ambassade de France à l'aéroport et est arrivée à Paris, où elle a dû être mise en quarantaine en raison du COVID-19,.
Son travail faisait partie de l'exposition collective 2022, Before Silence: Afghan Artists in Exile par PEN America (en)'s Artists at Risk Connection et Art at a Time Like,,.